# Uniform m/1807

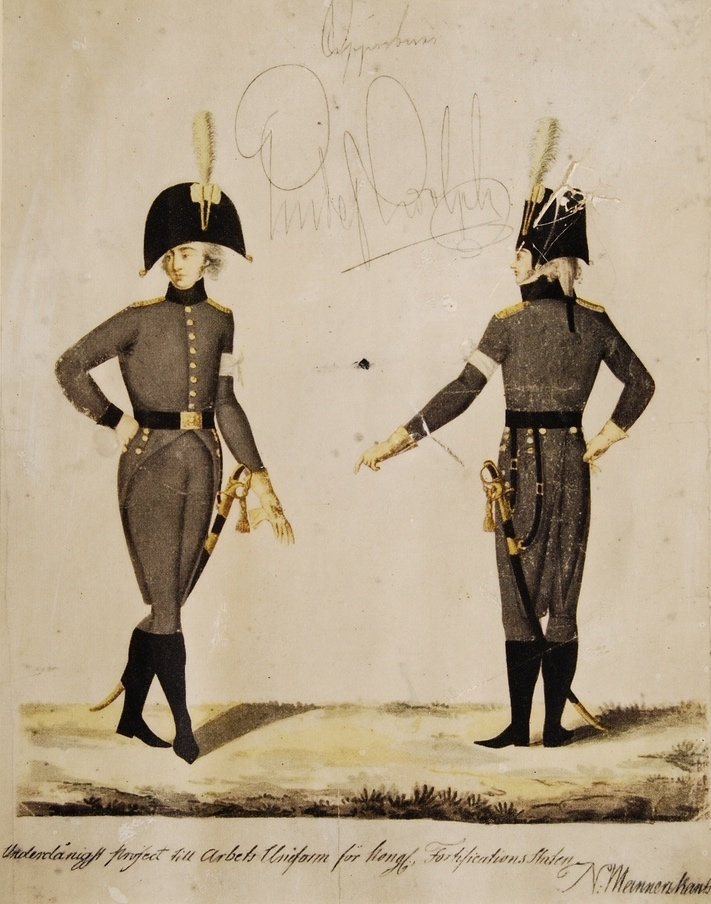
Officer vid Fortifikationen bärandes modell 1807. Teckning av Nils Mannerskantz. Godkänd av Gustaf IV Adolf.

Uniform m/1807 är ett uniformssystem som har använts inom den svenska krigsmakten. Uniformen togs fram för att ersätta uniform m/1802 och uniform m/1806. Den är av så kallad enhetsmodell, då alla regementen skulle bära samma uniform i en enhetlig grå färg. Modell 1807 är att av de uniformssystem som brukar hänföras till samlingsbeteckningen modell äldre.

## Utformning
Uniformens snitt var i mycket lik modell 1806. Samtliga regementen i infanteriet fick nu en grå jacka, till de redan grå byxorna. Krage, uppslag och veck var i mörkblått. Jägarförbanden skilde sig endast genom att krage, uppslag och veck hade en grön färg. Fortifikationen hade krage, uppslag och veck i svart.
Manskap bar en hög hatt med ståndare som var vit för infanteriet och grön för jägarna. Officerare och underofficerare bar en hög bicorne liknanden Bicorne m/1802, med regementets knapp, silvergalon samt gul fjäder och kokard. I övrigt liknande utrustningen i mycket modell 1802.
Många soldater upplevde den grå uniformen som enkel och "allmogig" i jämförelse med den tidigare blå.
Skillnaden mellan uniformer för soldater och officerare var att officerarnas uniformer var gjorda av material av högre kvalitet, samt att officerarna även bar en vit armbindel runt vänster överarm. Denna armbindel var ett minne från Gustav III:s oblodiga revolution i augusti 1772 och den blev en del av den svenska officersuniformen till 1809.
Uniformen ersattes redan år 1810 med uniform m/1810, vilket var en följd av statskuppen då Gustav IV Adolf avsattes.

## Förteckning över persedlar
- Frack m/1807
- Jacka m/1807
- Långbyxor m/1807
- Väst m/1807
- Hatt m/1807
- Bicorne m/1807
- Skärp m/1802
- Livgehäng m/1802
- Stibletter m/1807
- Skor m/1807

## Bilder

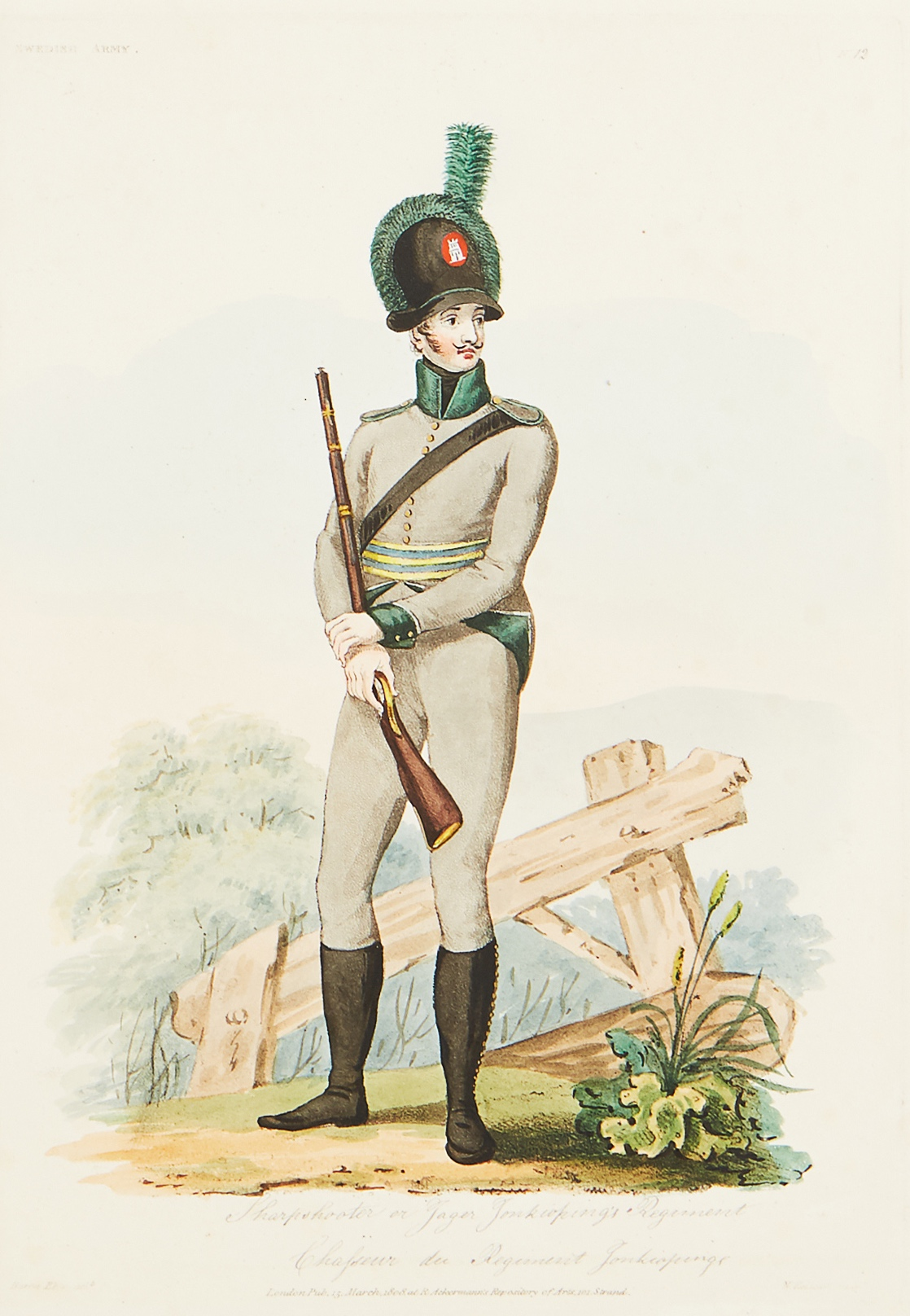
Uniform m/1807 vid Jönköpings regemente.
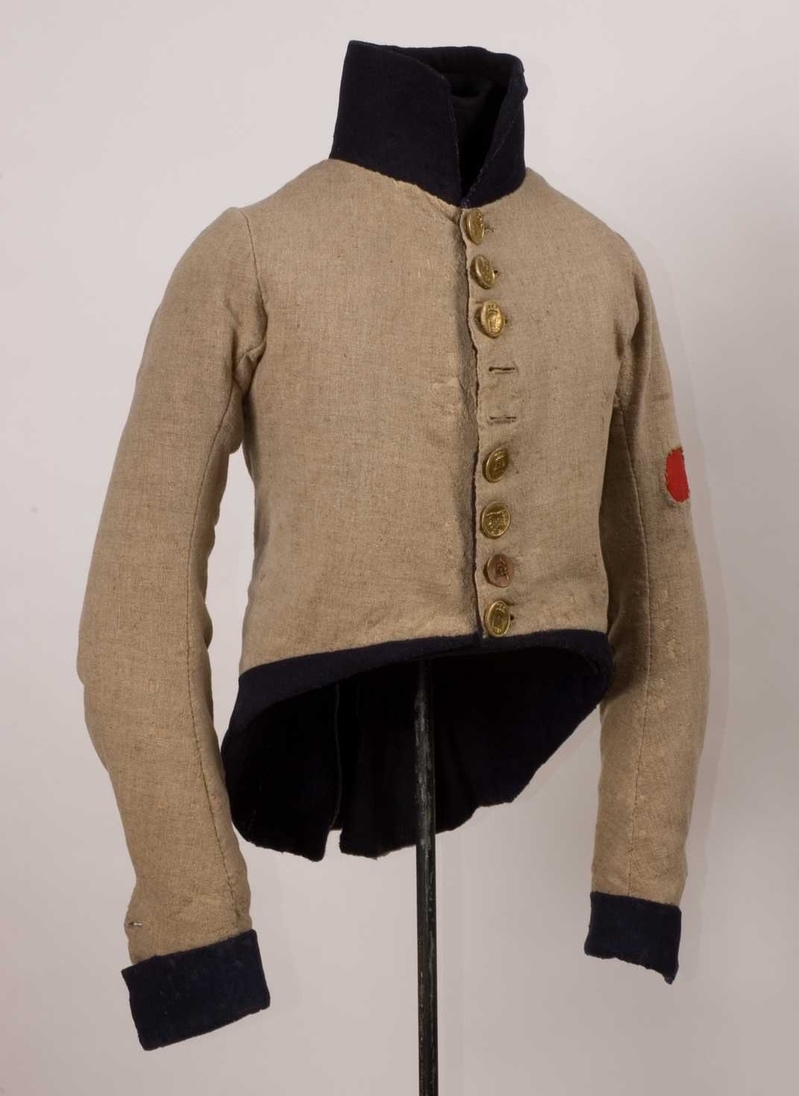
Jacka m/1807, buren av fanjunkare Carl Fredrik Lindeberg vid Jönköpings regemente under Slaget vid Ratan år 1809.

### Webbkällor
http://www.hhogman.se/uniformer_armen_18_infanteriet1.htm